# Bronte Campbell
Bronte Campbell OAM (* 14. Mai 1994 in Blantyre, Malawi) ist eine australische Schwimmerin und mehrfache Weltmeisterin über die Freistilstrecken. Sie ist die jüngere Schwester der Olympiadritten von Peking 2008, Cate Campbell. Die Familie zog im Jahr 2001 von Malawi nach Australien, die beiden Schwestern trainierten fortan beim Indooroopilly Swim Club bei ihrem Trainer Simon Cusack.

## Karriere
Beim Australian Youth Olympic Festival 2011 gewann sie die Goldmedaille über die 50 Meter Freistil. Bei den FINA-Jugend-Weltmeisterschaften in Lima (Peru) gewann sie über die gleiche Distanz. Bei den Australischen Meisterschaften wurde Campbell 2011 Vierte und 2012 Zweite über die 50 Meter Freistil und qualifizierte sich damit für die Olympischen Sommerspiele 2012 in London, bei denen sie ebenfalls diese Strecke schwamm, das Halbfinale erreichte und dort Vierte in ihrem Lauf mit einer Zeit von 24,94 Sekunden wurde.
Bei den Commonwealth Games 2014 in Glasgow gewann Bronte Campbell zwei Goldmedaillen mit der 4 × 100-m-Freistilstaffel und mit der 4 × 100-m-Lagenstaffel. Außerdem holte sie die Silbermedaille über 100 Meter Freistil und Bronze über 50 Meter Freistil. Die 4 × 100-m-Freistilstaffel, an der auch ihre Schwester Cate teilnahm, stellte mit 3:30,98 Minuten einen neuen Weltrekord auf.
Im Jahr 2015 wurde sie bei den Weltmeisterschaften im russischen Kasan zunächst mit der australischen 4 × 100-m-Freistilstaffel Weltmeisterin. Im Einzelwettbewerb über 100 m Freistil war sie danach überraschend vor Sarah Sjöström und ihrer Schwester, der Titelverteidigerin, erfolgreich. Zwei Tage später errang sie ihren dritten Weltmeistertitel über die 50 m Freistil vor Titelverteidigerin Ranomi Kromowidjojo und Sjöström.
Für ihre Verdienste um den Sport als Goldmedaillengewinner bei den Olympischen Spielen in Rio 2016 wurde sie 2017 mit der Medaille des Order of Australia ausgezeichnet.